# Macbeth (színmű)

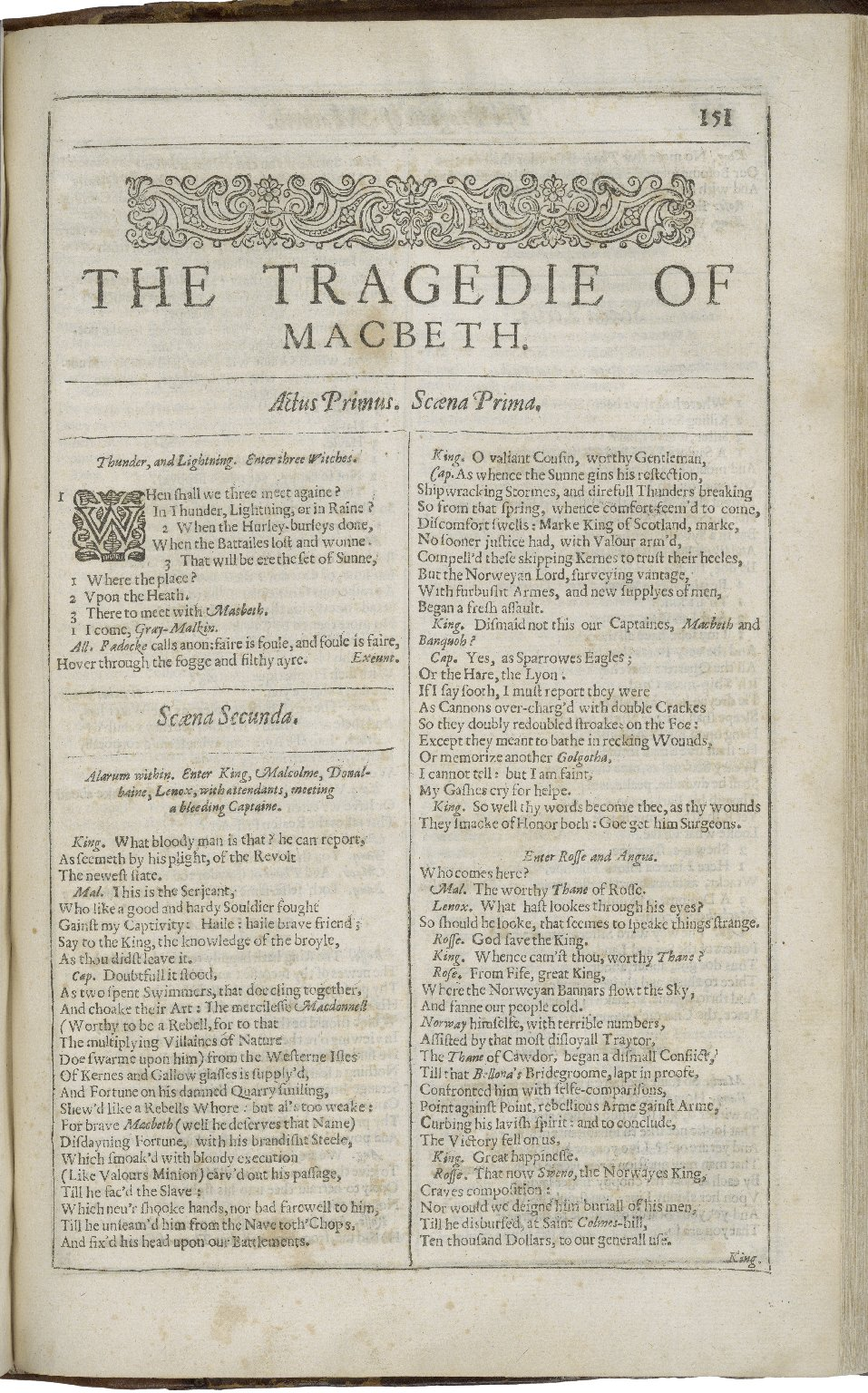

A Macbeth William Shakespeare tragédiáinak egyike, egy királygyilkosságról és annak következményeiről szól, és a XI. századi, középkori Skóciában játszódik. A mű 1603 és 1606 körül keletkezhetett. A bemutatásáról szóló első írásos feljegyzések 1611-ben születtek. Shakespeare legrövidebb tragédiája.
Színházi hiedelmek szerint a darab tragikus sorsú főhőse nevének kiejtése balszerencsét hoz, ezért gyakran csak mint a Skót darabot emlegetik.

## Keletkezésének ideje és a szöveg
A Macbeth a „nagy” Shakespeare-tragédiák utolsó darabja (a Hamlet, az Othello és a Lear király előzte meg, és az Athéni Timon követte). Szövege az Első Fólióban jelent meg először 1623-ban (a Fólióban a Julius Caesar után és a Hamlet előtt található). A tragédiák közül a Macbeth a legrövidebb, a Fólióban 21 oldalt foglal el, kiadástól is függően kb. 2100-2400 sor a terjedelme. A szöveget valószínűleg a súgókönyvből vagy annak másolatából szedték ki. Erre utal, hogy a felvonások és a jelenetek szépen elkülönülnek, és hogy a szövegben kifejezetten sok színpadi instrukció, zörej, hang, látványelem van.
A Macbethet valószínűleg zárt téri előadásra szánták, amit a darab sötét, homályos atmoszférája is bizonyít, illetve az, hogy a sok látványos elem bemutatását csak a zárt téri, korszerű színpadi gépezetek tették lehetővé. A Macbeth a feltételezések szerint 1606-ban íródott, a korabeli eseményekre való utalások (a lőporos összeesküvés és az ebben való részvételért elítélt Henry Garnet atya pere [1606. május]) legalábbis ezt valószínűsítik. A Stationer’s Registerbe, a londoni könyvárusok jegyzékébe 1606 júniusában jegyezték be a darabot. Az első előadást a Hampton Courton tartották 1606. augusztus 7-én IV. Keresztély dán király tiszteletére. A szöveg rövidségére magyarázat lehet, hogy Jakab király nem szerette a hosszú előadásokat.
Shakespeare az alapanyagot a Holinshed-krónikából merítette, ebből származik „az erőszakos tettekkel és a kísértő bűntudattal teli kelta és más primitív legendák hangja és atmoszférája […] történet történet után olyan emberekről, akiket egy ellenállhatatlan vágy árulásba és vérontásba visz, és akiket cselekedetük után a lelkiismeret és a babonák látomásai kísértenek.”

## A történet eredete
Shakespeare a Holinshed-krónika több történetéből szedte össze a Macbeth történetét. Az egyikben egy Donwald nevű ember családtagjait öleti meg a Duff nevezetű király, boszorkányokkal való üzelmekért. Donwald felesége nyomására saját házában öli meg a királyt. A krónika szerint Macbeth nagy nehézségek árán tartja egyben a királyságot Duncan király alkalmatlansága miatt. Macbeth és Banquo ugyanazt a jóslatot kapja a három banyától, mint a drámában, és együtt készülnek megölni a királyt lady Macbeth sürgetésére. Macbeth tíz évig uralkodik, mielőtt hatalmát megdöntik. Shakespeare változatában a két történet keveredik, ám sok mindent ő maga adott hozzá a történethez. Macbeth a vendégeként öli meg a királyt. Banquo az eredeti krónikákban Macbeth tettestársa; Shakespeare-nél I. Jakab angol király egyenes ági felmenője. Banquo szerepe és karaktere így jelentősen megváltozik a drámában, Shakespeare talán ezzel is az új királynak szeretett volna kedveskedni.

## A történet
A darab első jelenetében három boszorkány elhatározza, hogy találkozik Macbethtel. A skót király, Duncan seregei harcban állnak a lázadókkal és az őket támogató norvégokkal, de hála Macbeth hősiességének, győzedelmeskednek. A király elhatározza, hogy megjutalmazza Macbethet, de mielőtt ő erről értesülne, találkozik a boszorkányokkal, akik megjósolják neki, hogy a királytól jutalmat kap, sőt majd egyszer ő lesz Skócia királya. Banquo, egy másik hadvezér is jelen van, neki a boszorkák azt jósolják, hogy ő maga nem, de utódai királyok lesznek. Mikor a király elé járulnak, Macbeth számára kiderül, hogy a boszorkák jóslatának első fele teljesült, a király ugyanis Cawdor thánjává tette Macbethet. (Skóciában a thán grófi rangnak felelt meg.)
Duncan megszáll egy éjre Macbeth birtokán, aki már a királygyilkosság tervét készíti elő, hogy siettetve a boszorkák jóslatát, minél előbb elfoglalhassa a trónt. Lady Macbethet, a feleséget is beavatja a tervekbe. Macbeth, úgy tűnik, az utolsó pillanatban meghátrál a szörnyű terv elől, de felesége meggyőzi - többek között a férfiasságát kétségbe vonva -, hogy már nincs visszaút. Éjfél után a király szobájába lopózik, és megöli őt, a gyanút testőreire terelve. Malcolm és Donalbain, a király fiai, apjuk haláláról értesülve, félelmükben elmenekülnek, magukra terelve a gyilkosság gyanúját.
Macbeth elől elhárul minden akadály: királlyá koronázzák. A harmadik felvonásban a megkoronázott Macbeth, hatalmát féltve, egyre jobban belemélyed a vérontásba, igaz, már nem saját kezűleg végzi gyalázatos tetteit, hanem gyilkosokat bérel fel. Megöleti Banquót, aki gyanakodni kezd, de szintén halálra szánt fia elmenekül. Macbeth elhatározza, hogy végez Macduff-fal, egy másik skót főúrral is, aki nem tette tiszteletét nála királlyá koronázásakor. Bizonytalanságában és félelmében újból meglátogatja a boszorkányokat, akik kétes jóslatokkal hamis illúziókba ringatják, azt állítva, hogy hatalma szilárd. Három jóslat hangzik el: Macbeth óvakodjon Macdufftól; őt csak olyan ember ölheti meg, akit nem anya szült; és hogy uralma addig tart, amíg a birnami erdő Macbeth várához nem megy.
Macduff családját hátrahagyva Angliába menekül, így Macbeth bosszúból megöleti egész családját (kisfiát is) és háza népét. Macduff Angliában próbálja rábeszélni Malcolmot, hogy térjen haza, taszítsa le Macbethet, és foglalja el az őt megillető trónt. Malcolm kezdetben vonakodik, majd kötélnek áll, és közli, hogy az angol király is támogatja katonákkal. Ekkor hozzák Macduffnak a hírt, hogy feleségét és gyerekeit legyilkolták. Mindenki készen áll a háborúra Macbeth ellen. Macbeth felesége az elkövetett gyilkosságok miatt álmatlanságban szenved, és álmában kibeszéli a gyilkosságokat. Macbethnek jelentik, hogy nagy sereg közeledik ellene, és hogy alattvalói sorra hagyják el, de a jóslatokban bízva várában marad, és nyugodtan készül a csatára.
Közben a Macbeth ellen induló csapatok a Birnam melletti erdőbe érnek. Malcolm itt minden katonáját utasítja, hogy vágjanak egy faágat, és azzal álcázzák magukat. Így válik valóra a harmadik jóslat, hogy amíg a birnami erdő Macbeth vára alá nem ér, addig tart uralma. Közben a bűntudattól és lelkiismerettől mardosott Lady Macbeth öngyilkosságot követ el. A vár előtt kibontakozó csatában megpecsételődik Macbeth sorsa is. Macbeth és Macduff egymásra találnak és párbajt vívnak a csata sodrában. Macduff - mielőtt végez Macbethtel - elárulja, hogy idő előtt kivágták anyja hasából, tehát nem anya szülte. Így teljesedett be a boszorkányok első és második jóslata is. Malcolmot a csata után Skócia királyává koronázzák.

## Képvilág és motívumok
„A Macbeth képvilága színesebb és változatosabb, gazdagabb fantáziájú, más írók által megközelíthetetlenebb, mint Shakespeare bármely más darabjáé […] a képvilágban megnyilvánuló ötletek már magukban is sokkal fantáziadúsabbak, kifinomultabbak és komplexebbek, mint más darabokban, és a képekből is több van: egyik összefonódik a másikkal, újra és újra megjelenik, ismétlődik” – írja Caroline Spurgeon professzor, aki részletesen vizsgálta Shakespeare drámáinak képvilágát, és aki négy nagy motívumcsoportot különböztet meg a Macbethben:
1. Az egész darabon végigvonul egy ruhaképsor, amelynek legfontosabb elemei az „ill-fitting garments” (az emberre nem illő ruházat) képei, vagyis a kicsi emberen lötyögő nagy ruházat groteszk megjelenítése. Egy általánosabb, szabászattal-varrászattal kapcsolatos képsor is végigvonul a drámán.
2. A második nagy képsorozat a „reverberation” (kozmikus visszhang, visszaverődés), amely a Macbethen kívül például még a Vízkeresztben van jelen, és amely a gonosz kiszámíthatatlan és határtalan befolyását hivatott megjeleníteni.
3. A harmadik nagy motívum a fény (élet, erény és jóság) és a sötétség (a gonosz és a halál) ellentéte.
4. A negyedik hasonló motívumsor a bűn és a betegség képeiből áll össze, és szintén végigvonul az egész drámán.

A műben számos más motívum is fellelhető. A Macbeth az egybeolvadások, kategóriakeveredések, határállapotok drámája. Ennek elemei a következő motívumsorok:
- az equivocation (kétértelmű beszéd, csűrés-csavarás), amely az egész darabot átszövi;
- a felcserélt értékek, természetellenes események, a káosz, a kételkedés, a bizonytalanság, a zavar(-odottság) képei (ennek egy fontos motívuma a férfiasság és a nőiség kategóriáiban megjelenő rendkívüli zavar, a feminista értelmezők kedvenc témája);
- a valóság és a látszat ellentéte, az álcázás és a leplezés képei; nappal és éjjel, élet és halál, teremtés és pusztítás, kegyelem és gonoszság, rend és káosz, isteni és a démoni erők folyamatosan jelen lévő ellentéte;
- a betegség (Macbethhez köthető) és a gyógyulás (Malcolmhoz kötődő) képei;
- becsület, kötelesség, szolgálat: egy rendezett és meghitt társadalom harmóniájának és a zűrzavarnak az ellentéte.

A dráma erőszakos, hátborzongatóan magával ragadó világának kialakításában fontos szerepe van a következő képsoroknak:
- sötétség, feketeség;
- félelem, bűntudatból fakadó félelem;
- a vér és a ragadozó állatok;
- a gyilkosság, a gyilkolás gondolata és a gyilkosságtól való rettegés.

## A dráma karakterei

### A szereplők felsorolása
| - Duncan, skót király - Malcolm, a király fia - Donalbain, a király fia - Macbeth, tábornok a király hadseregében - Banquo, tábornok a király hadseregében - Macduff, skót nemes - Lennox, skót nemes - Ross, skót nemes - Menteith, skót nemes - Angus, skót nemes - Cathness, skót nemes - Fleance, Banquo fia - Siward, northumberlandi gróf, az angol hadsereg tábornoka - Az ifjú Siward, a fia | - Seyton, Macbeth szárnysegéde - Macduff kisfia - Angol orvos - Skót orvos - Katona - Várkapus - Öreg - Lady Macduff - Lady Macbeth - Lady Macbeth Udvarhölgye - Hecate - Három boszorkány |

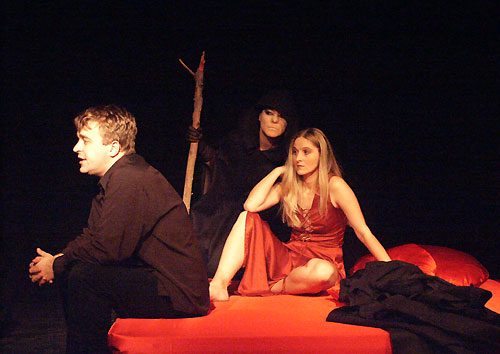
Az RS9 Színház előadásában. Macbeth: Orosz Róbert, Lady Macbeth: Kovács Éva Rebecca

Rakodczay Pál már 1898-ban megjegyezte, hogy a Macbethben „a dialóg kevés, és a hős szerepében elenyésző csekély. Macbeth jóformán monodráma”. Rakodczay nem járt messze a valóságtól: a címszereplő 146-szor szólal meg a műben, míg Macduff és a Lady egyenként 59-szer, az utánuk következő Malcolm pedig csak 40-szer jut szóhoz; a többi karakter eltörpül mellettük is.

### Macbeth
A címszereplő leginkább III. Richárdra hasonlít: mindkettő vértengerben jut el a trónhoz, mindkettő zsarnok és trónbitorló, mindkettő bátor és kegyetlen. Richárd azonban gondolkodás nélkül a gazemberséget választja, míg Macbeth lelki tusát vív önmagával. Tépelődésével, folyamatos ingadozásával teremti meg és tartja fenn a néző-olvasó szimpátiáját, ezáltal válhat tragikus hőssé. Macbeth tudja a jó és rossz közötti különbséget, olyan bűnöző, akinek van lelkiismerete. Félelmei és vonakodása révén válik emberivé. Macbeth kezdetben valóban nagy és hősies, szép lehetőségekkel; bátor, ambiciózus ember, akinek jó képzelőereje van és érző lény, de nem igazán nemes természet: van személyiségének egy olyan aspektusa, amely elénk tárja kifejezetten hiú, kegyetlen, árulásra hajlamos énjét. Macbeth az egyetlen valódi személyiség a drámában, méghozzá erősen összetett személyiség, akiben sokféle tulajdonság egyesül. A bátorság és hősiesség Macbethben túlzott becsvággyal keveredik össze, aminek az a következménye, hogy Macbeth számára a gyilkosság kisebb rossznak tűnik – hiszen katona, aki gyakran öl –, mint az, ha nem éri el, amit akart – vagyis hogy király legyen.

### Lady Macbeth
Lady Macbeth racionalista, tudja mit akar, és azt minden eszközzel el is éri; merev, céltudatos, csak önmagára támaszkodó nő, aki hősiesnek állítja be a nagy gyilkosságot, és képes figyelmen kívül hagyni a tett kegyetlenségét és a benne rejlő árulást. Ennek ellenére nem teljesen embertelen lény – amit az bizonyít, hogy sor kerül az alvajárás-jelenetre – de arra képes, hogy a sötét erők segítségével elnyomja magában a belső tiltakozást. Ő a legméltóságteljesebb és tiszteletet parancsolóbb karakter, akit Shakespeare valaha is megformált – írta a Ladyről Bradley.

### A boszorkányok/vészbanyák
Nem férfiak, de nem is nők. (A magyar fordításokban ennek megfelelően mindenki másképp fordítja ezen szereplők nevét.) Sokan feltették a kérdést, hogy mit keresnek boszorkányok egy Shakespeare-darabban. Az egyik lehetséges magyarázat az, hogy a „gonosz” nem ölthette magára az ördög jelmezét, mert az a moralitásdrámákban komikus felhangot kapott, itt pedig komoly dologról van szó. A boszorkányok még megfeleltek a tragédia céljainak – ráadásul Jakab király maga is értett a boszorkányokhoz: olyannyira belemerült a témába, hogy még könyvet is írt róluk. Stephen Greenblatt könyvének „A király megbabonázása” című fejezetében amellett érvel, hogy a boszorkányoknak nincs igazi szerepe a Macbethben, szerinte Shakespeare a király elbűvölésére találta ki őket. Szerinte „a boszorkányok […] Shakespeare nagy tragédiájának termékeny homályát testesítik meg.”

### A „jó oldal”
Ha Macbeth a drámában a rossz, a többiek – Banquo, Duncan, Malcolm, Macduff – a jók. A kisebb karakterek, mint utaltunk rá, csak statiszták Macbeth nagy monodrámájában. Laposak, nincs egyéniségük, sokszor azokban a jelenetekben, ahol csak ők szerepelnek, a nyelv drámaiatlan és unalmas, inkább a hasonlóságuk, mint a különbözőségük jellemzi őket. Duncan király nem csak apa-, de paradox módon anyai figura is: belőle származik a társadalom tápláló ereje. Női gyengeség, gyermeki bizalom, passzivitás jellemzi, amely a halálához vezet. Gyenge kezű király.

## A magyar fordítások története
A Macbeth Shakespeare egyik leggyakrabban játszott és legnépszerűbb darabja Magyarországon is. A magyar Macbeth története 1784-ben kezdődött el, mikor Szerdahelyi György kétszer is megemlítette Shakespeare legkiválóbb drámáinak sorában. Nem sokkal később Kazinczy Ferenc belekezdett a dráma lefordításába „Schakespear és Bürger után.” Kazinczy nem titkolta, hogy nem tud angolul, így mind a Hamletet, mind a Macbethet németből, prózában tolmácsolta. Átvette a német fordítás változtatásait, kihagyásait, és a német változathoz képest is rövidített. A fordítás számos hibát és félreértést tartalmaz, aminek az lehet az oka, hogy Kazinczy tüzetesen nem nézte át a fordítást, mert a megjelentetés nem állt szándékában.
Az első magyar Macbeth-előadást 1812. április 11-én tartották Kolozsvárott. Az előadás címlapja nem említi a fordítót, így tisztázatlan, hogy kinek a szövegét mondták a színészek; a lehetséges fordítók Döbrentei Gábor, Vándza Mihály és Benke József lehettek. Az 1820-as évek székesfehérvári előadásain Benke Schiller után németből készült szövegét játszották. A Macbeth a korabeli tudósítások tanúsága szerint kifejezetten népszerű darab volt, bár a közönséget nemcsak Shakespeare drámaírói művészete vonzotta, hanem a jelenéseket megjelenítő „bűbáj-lámpák,” szellemek, jelenések és egyéb látványosságok is.
Döbrentei bizonyíthatóan 1824-re készült el Macbeth-fordításával. Szövege 1830-ban jelent meg a Shakespeare Remekei című sorozat első és egyetlen köteteként „angolból, mai előadatáshoz alkalmaztatva”. Ezt az első magyar nyelvű és angol eredetiből fordított Macbeth-szöveget 1834-ben adták elő Budán. A drámát a fordító versben fordította, ami különösképpen megnehezítette a szavaláshoz nem szokott magyar színészek feladatát. Az előadáshoz drága jelmezeket is készíttettek, de megérte a ráfordítás, mert a darab sikeres volt. A korra jellemző Bayer József megjegyzése, miszerint „a Macbeth sohasem volt úgynevezett hálás, vonzó darab, mert csak sértő szenvedélyek szerepelnek benne s a szerelemnek nem jut cselekvő része”.
A XIX. század első felében még egy Macbeth-fordítás született, Petrichevich-Horváth Lázáré, aki 1838-ban jelentette meg fordítását az Athenaeum hasábjain. Ezen kívül megemlíthetjük még Kossuth Lajos fordítástöredékét (hat jelenettel készült el), melyet a börtönben készített 1839-1840-ben.
Az 1840-es években Egressy Gábor, a híres színész készített németből egy Macbeth-fordítást, melyet közel negyedszázadig játszottak a színházak. Az első előadás 1843. augusztus 19-én volt, de csak mérsékelt sikert aratott. 1848-ban (február 20.) Petőfi azt írta Aranynak, hogy Vörösmarty a Learen kívül a Macbeth fordítását is magára vállalta, de a fordításba bele sem kezdett.
A Tomori Anasztáz által támogatott Kisfaludy Társaság Shakespeare-vállalkozásának kezdetén, 1858-ban, Szász Károly vállalkozott a fordítás elkészítésére, de 1863-ig nem készült el a munkával. A Szász-féle fordítás 1864-ben jelent meg a Kisfaludy Társaság Shakespeare-kiadásának harmadik kötetében Ács Zsigmond Velenczei kalmárja mellett, és hét évtizeden keresztül szolgálta a magyar színházat.
1939-ben Németh Antal, a Nemzeti Színház akkori igazgatója Szabó Lőrincet kérte föl a tragédia új fordításának elkészítésére. Szabó Lőrincnek kedvére való volt a Macbeth fordítása: „Az az érzésem, hogy soha ilyen szép, teljes és nekem való munkát nem végeztem még a műfordítás terén. Lenyűgözött a mű mélysége, sűrített energiája, lángoló repülése. Lázban dolgoztam. Sírtam és nevettem munka közben…” – írta. A darabot az új fordításban 1939. november 18-án mutatta be a Nemzeti Színház, nagy sikerrel. A fordítás 1940-ben külön kötetben is megjelent a Singer és Wolfner gondozásában, majd bekerült az 1948-as Shakespeare-gyűjteménybe is. Az 1955-ös Shakespeare-kiadás számára a költő tüzetesebben átnézte, átírta fordítását.
2001-ben Szabó Stein Imre készített új fordítást a 2000-es évekbeli nyelvi közeget vegyítve a meglehetősen régiessel, melyet Alföldi Róbert a Budapesti Kamaraszínház Tivoli színházban bemutatott rendezésében használt föl először, majd 2014-ben a szabadkai Népszínház Magyar Társulat Jadran Színpadán készített adaptációjában is eltért ettől Szász Károly fordításának – és további művekből származó, illetve aforizmaidézetek – felhasználásával, mely szövegkönyvet Hernyák György állította össze.
2014-ben ismét újabb magyar tolmácsolás készült a műből. A Pesti Magyar Színház előadását Horgas Ádám rendező Kállay Géza író, irodalomtörténész, Shakespeare-kutató fordítása alapján újította fel. A fordítás létrejöttében Horgas Béla költőként az irodalmiságra, Levendel Júlia pedig a stílusra figyelt, Horgas Judit mint kontrollszerkesztő az angol eredetivel is összevetette a szöveget, továbbá – többek között – Nádasdy Ádám is részt vett. E-könyv formátumban a bemutató napján, december 13-án, a Liget Kiadó gondozásában jelent meg.